# Kurt Böckmann

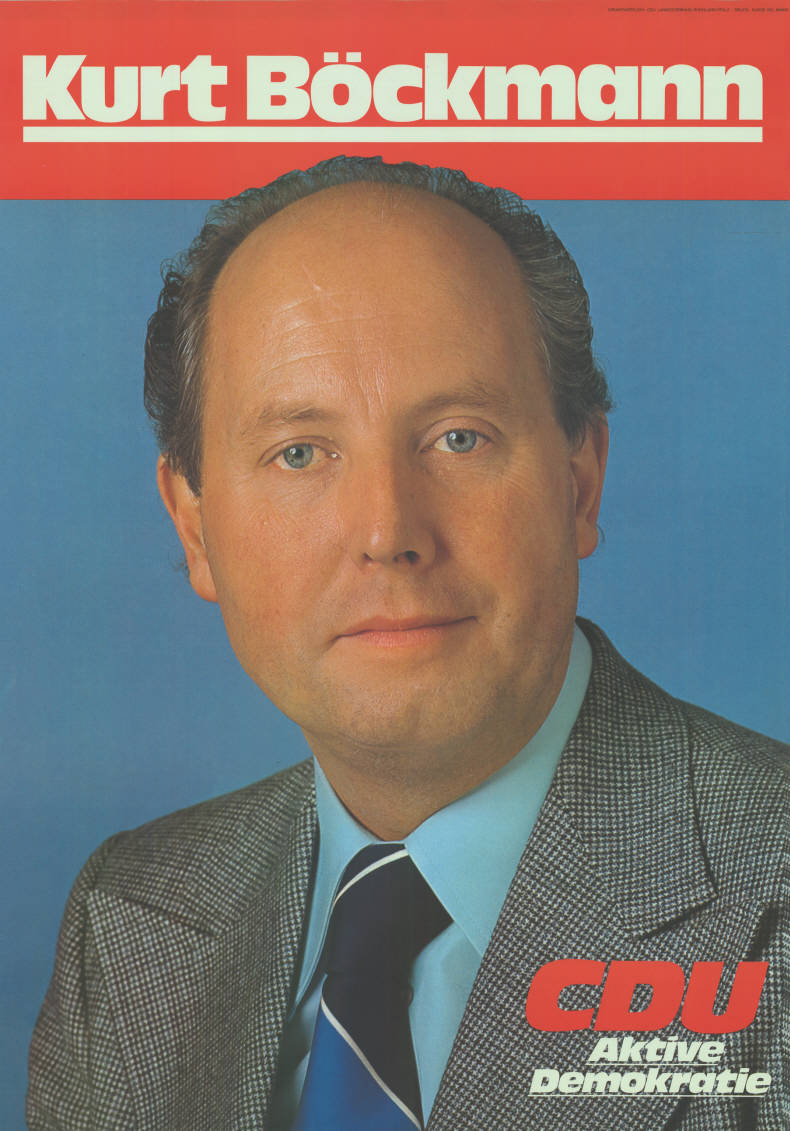
Kandidatenplakat zur Landtagswahl in Rheinland-Pfalz 1975

Kurt Böckmann (* 16. Dezember 1929 in Ludwigshafen am Rhein; † 21. September 2008 ebenda) war ein deutscher Ingenieur und Politiker (CDU).

## Leben und Beruf
Nach dem Besuch der Volksschule von 1936 bis 1941 und dem Abitur 1950 am Abitur am naturwissenschaftlichen Gymnasium Ludwigshafen absolvierte Böckmann eine Ausbildung zum Maschinenschlosser, die er 1953 mit der Facharbeiterprüfung abschloss. Er bildete sich von 1953 bis 1957 an der Maschinentechnischen Fachschule in Mannheim fort und bestand dort die Prüfung zum Ingenieur. Anschließend war er bis 1976 als Ausbilder in der Ludwigshafener Firma Gebr. Giulini GmbH tätig. Dort war er Leiter der Berufsausbildung und langjähriges Betriebsratsmitglied.

## Partei
Böckmann trat 1953 der CDU bei und war von 1963 bis 1974 Vorsitzender des CDU-Kreisverbands Ludwigshafen-Stadt. Innerhalb der Partei gilt er als einer der engsten Weggefährten Helmut Kohls.
Von 1966 bis 1969 war er Landesvorsitzender der Christlich-Demokratischen Arbeitnehmerschaft (CDA) in Rheinland-Pfalz.

## Abgeordneter
Böckmann war von 1956 bis 1976 Ratsmitglied der Stadt Ludwigshafen. Er gehörte von 1967 bis 1994 dem rheinland-pfälzischen Landtag an und war dort vom 1. Januar 1973 bis 1976 Vorsitzender der CDU-Fraktion. 1974 war er Mitglied der 6. Bundesversammlung.

## Öffentliche Ämter
Böckmann wurde am 2. Dezember 1976 als Innenminister in die von Ministerpräsident Bernhard Vogel geführte Regierung des Landes Rheinland-Pfalz berufen. Am 18. Mai 1979 übernahm er zusätzlich die Leitung des Sportressorts. Während seiner Amtszeit begründete er unter anderem die Partnerschaft des Landes mit Ruanda. Nach der Bildung einer Koalition aus CDU und FDP schied er am 23. Juni 1987 aus der Landesregierung aus und wurde als Innenminister von Rudi Geil abgelöst.
Ende 1988 musste er sich in der Mainzer Spielbankaffäre bald wieder eingestellten Ermittlungen der Staatsanwaltschaft Koblenz und einem Untersuchungsausschuss stellen. Ebenfalls ermittelt wurde gegen den einstigen Finanzminister und nunmehrigen Ministerpräsidenten Carl-Ludwig Wagner. Im Raum stand der Verdacht der Vorteilsgewährung seitens der CDU-Alleinregierung gegenüber CDU-nahen Investoren („Schwarzer Filz“). Die Nachforschungen ergaben dafür Indizien, blieben rechtlich aber folgenlos.
Daneben war er Mitglied im Aufsichtsrat der Neuen Heimat Südwest, im Verwaltungsrat der Landesbank, der LPR, im Rundfunkrat des SWF, im Aufsichtsrat der GAG Ludwigshafen und in der IG Chemie.

## Ehrungen
- Bundesverdienstkreuz Erster Klasse (1977)
- Großes Bundesverdienstkreuz (1986)
- Ehrenzeichen in Gold des THW
- Goldenes Feuerwehr-Ehrenzeichen (1985)
- Ehrenring der Stadt Ludwigshafen
- Ehrenkelch des Landkreises Südliche Weinstraße